# 黄牛奶树
黄牛奶树（学名：Symplocos laurina）为山矾科山矾属下的一个种。

## 扩展阅读
- 維基物種上的相關：黄牛奶树